# Cagnotte
Cagnotte (okzitanisch: Canhòta) ist eine französische Gemeinde mit 778 Einwohnern (Stand: 1. Januar 2022) im Département Landes in der Region Nouvelle-Aquitaine. Sie gehört zum Arrondissement Dax und zum Kanton Orthe et Arrigans. Die Einwohner werden Labatutois genannt.

## Geografie
Die Gemeinde Cagnotte liegt etwa 15 Kilometer südsüdwestlich von Dax an der Via Turonensis, einer Variante des Jakobswegs. An der nördlichen Grenze verläuft das Flüsschen Bassecq, im Osten sein Zufluss Jouanin. Umgeben wird Cagnotte von den Nachbargemeinden Heugas im Norden, Gaas im Osten, Pouillon im Osten und Südosten, Cauneille im Süden, Peyrehorade im Südwesten, Bélus im Westen sowie Saint-Lon-les-Mines im Westen und Nordwesten.

## Bevölkerungsentwicklung
| Jahr                       | 1962 | 1968 | 1975 | 1982 | 1990 | 1999 | 2010 | 2021 |
| -------------------------- | ---- | ---- | ---- | ---- | ---- | ---- | ---- | ---- |
| Einwohner                  | 499  | 457  | 441  | 472  | 506  | 525  | 700  | 770  |
| Quellen: Cassini und INSEE |      |      |      |      |      |      |      |      |

## Sehenswürdigkeiten
- Kirche Notre-Dame
- Kloster von Cagnotte aus dem 8. Jahrhundert mit Kirche Notre-Dame aus dem 12. Jahrhundert, Umbauten bis in das 15. Jahrhundert, seit 1970 Monument historique

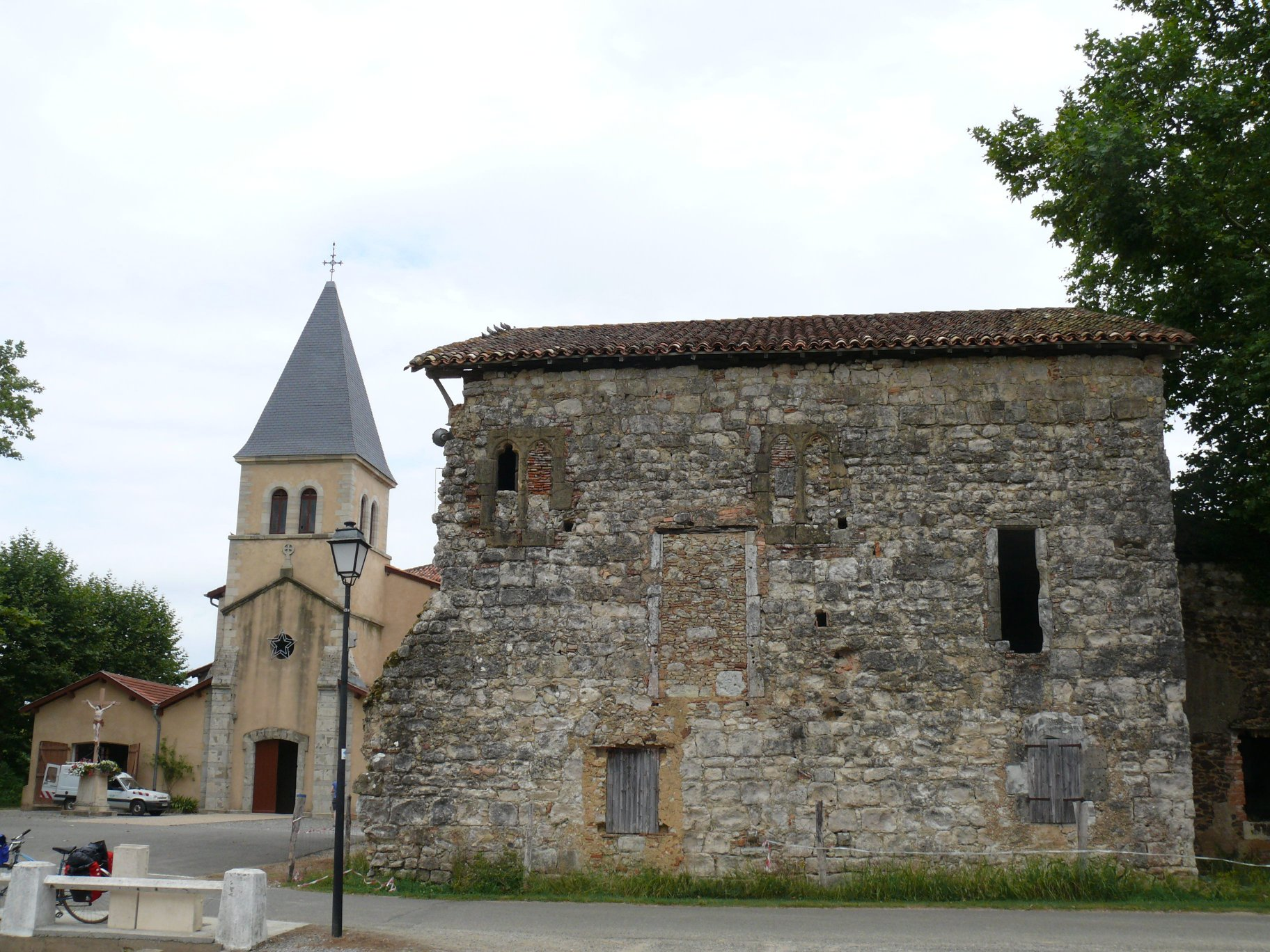
Kirche Notre-Dame
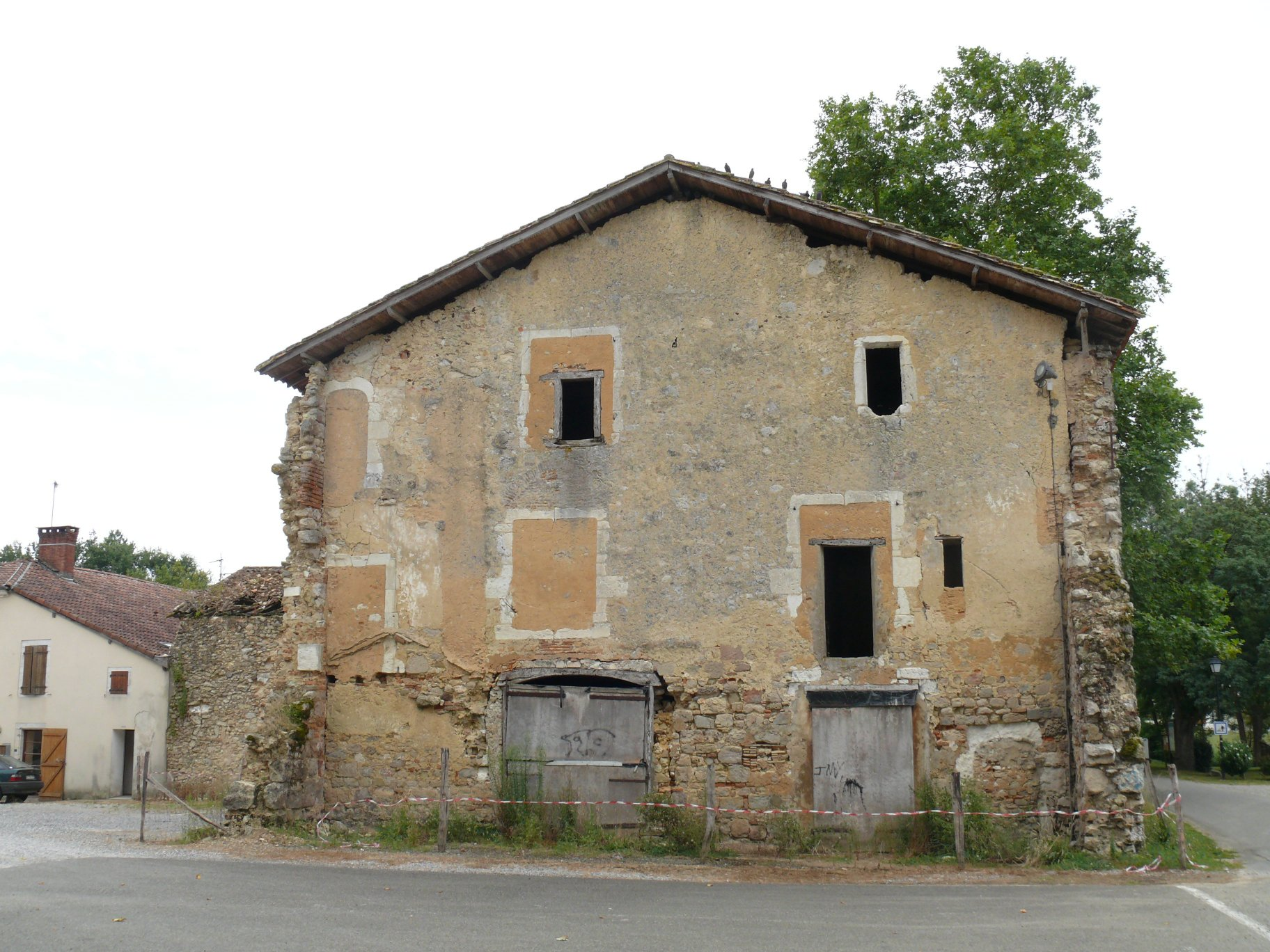
Eines der früheren Klostergebäude